# Pressekonferenz der Tiere
Die sogenannte Pressekonferenz der Tiere war ein österreichisches Medienereignis im Frühjahr 1984, das im Zusammenhang mit der Besetzung der Hainburger Au stand.

## Politischer Rahmen

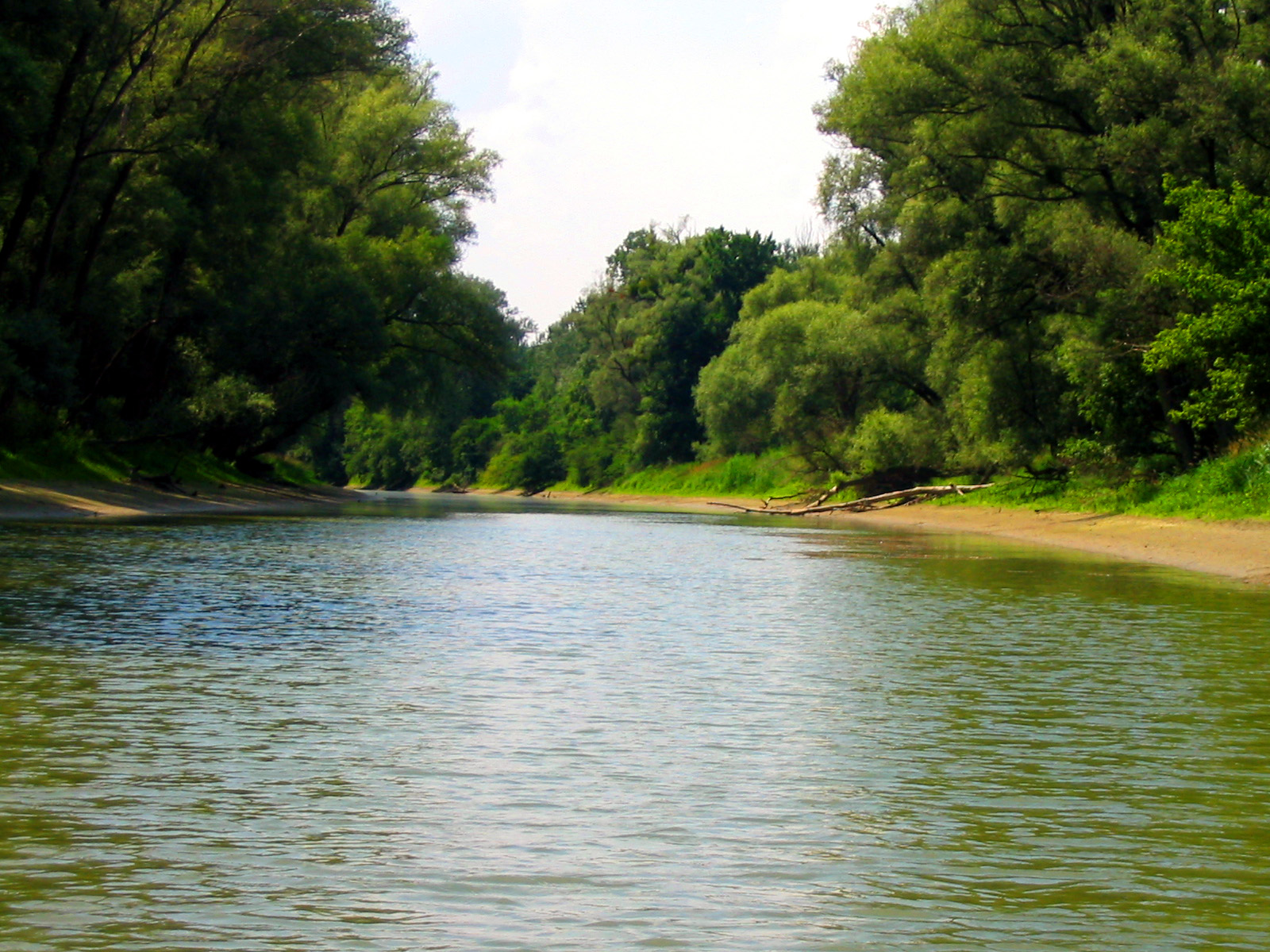
Donau-Auen bei Hainburg

Zum Jahreswechsel 1982/1983 hatte der WWF Österreich im Zuge des geplanten Baues eines Wasserkraftwerks nahe Hainburg östlich von Wien die Kampagne „Rettet die Auen“ gestartet, um auf die drohende Zerstörung eines Teils der Donauauen aufmerksam zu machen.
Obwohl die Kampagne von zahlreichen Umweltaktivisten unterstützt wurde, hielt sich das Interesse der breiten Öffentlichkeit zunächst in Grenzen. Der Publizist Günther Nenning und Gerhard Heilingbrunner, damals Leiter des Alternativ-Referats der Österreichischen Hochschülerschaft, traten als Initiatoren eines Volksbegehrens zur Erhaltung der Auen und Errichtung eines Nationalparks in Erscheinung, wobei der populäre Nobelpreisträger Konrad Lorenz als Frontmann gewonnen wurde.

## Durchführung und Inszenierung
Zur Unterstützung des umgangssprachlich als Konrad-Lorenz-Volksbegehren bezeichneten Verfahrens fand am 7. Mai 1984 im Presseclub Concordia in Wien eine Pressekonferenz statt. Bei diesem medialen Auftakt zur Intensivkampagne der Au-Schützer protestierte eine Gruppe prominenter Persönlichkeiten aus Politik und Kultur gegen die Kraftwerkspläne der Donaukraftwerke AG in Hainburg, warb für die Erhaltung der Auen und erläuterte die Ziele des Volksbegehrens.
Abweichend vom bei politischen Pressekonferenzen sonst meist üblichen Protokoll setzten die Organisatoren dabei auf eine effektvolle Inszenierung mittels Aktionismus; ein wesentliches Merkmal war, dass die Teilnehmer der Veranstaltung in Kostümierungen auftraten und in der Au heimische Tiere verkörperten.
Aufgrund der Berichterstattung schafften die Opponenten des Kraftwerksbaus nun den Sprung ins Bewusstsein der Bevölkerung. Die mit Medienecho und Phantasie inszenierte Veranstaltung erhielt von den Medien in Anspielung auf Erich Kästners Konferenz der Tiere den Namen „Pressekonferenz der Tiere“ und gilt aus Sicht der Kommunikationswissenschaft aufgrund der erreichten Zielgruppen und Reichweite als Beispiel besonders effektiver Öffentlichkeitsarbeit.
Die Ereignisse um die Besetzung der Hainburger Au gelten als die Geburtsstunde der modernen Umweltbewegung in Österreich und sind in diesem Land sowohl von umweltpolitischer als auch von demokratiepolitischer Bedeutung.

## Teilnehmer und Kostüme
Teilnehmer der Pressekonferenz am 7. Mai 1984 waren:
- Günther Nenning, Publizist der SPÖ  (Kostüm: roter Auhirsch)
- Jörg Mauthe, Wiener Stadtrat der ÖVP und Schriftsteller (Kostüm: Schwarzstorch)
- Bernd Lötsch, Ökologe (Kostüm: Purpurreiher)
- Peter Turrini, Dramatiker (Kostüm: Rotbauchunke)
- Othmar Karas, Obmann der ÖVP-Jugend (Kostüm: Kormoran)
- Freda Meissner-Blau, Umweltaktivistin der SPÖ (Kostüm: Laufkäfer)
- Hubert Gorbach, Chef der FPÖ-Jugend

Gorbach trug während der Pressekonferenz kein Kostüm, trat jedoch später als Blaukehlchen auf, ebenso wie Gerhard Heilingbrunner von der Österreichischen Hochschülerschaft, der im Zuge der Kampagne als Eisvogel in Erscheinung trat.